# Eupilio
Eupilio là một đô thị ở tỉnh Como trong vùng Lombardia, có cự ly khoảng 40 kilômét (25 mi) về phía bắc của Milano và khoảng 14 kilômét (9 mi) về phía đông của Como. Tại thời điểm ngày 31 tháng 12 năm 2004, đô thị này có dân số 2.591 người và diện tích là 6,5 km².
Đô thị Eupilio có các frazioni (các đơn vị trực thuộc, chủ yếu là các làng) Carella, Corneno, Galliano, Mariaga, và Penzano.
Eupilio giáp các đô thị: Bosisio Parini, Canzo, Cesana Brianza, Erba, Longone al Segrino, Merone, Pusiano, Rogeno.